# Betsileo-Wieselmaki

Verbreitungsgebiet (rot)

Der Betsileo-Wieselmaki (Lepilemur betsileo) ist eine auf Madagaskar lebende Primatenart aus der Gruppe der Wieselmakis innerhalb der Lemuren. Die Art wurde 2006 erstbeschrieben und ist nach der madagassischen Volksgruppe der Betsileo benannt.

## Merkmale
Betsileo-Wieselmakis sind relativ große Vertreter ihrer Gattung. Sie erreichen eine Kopfrumpflänge von rund 25 Zentimetern, der Schwanz wird rund 27 Zentimeter lang. Das Gewicht beträgt 1,1 bis 1,2 Kilogramm. Ihr Fell ist an der Oberseite rötlichbraun gefärbt, die Unterseite ist heller. Der rundliche Kopf ist überwiegend grau, die Schnauze und der Unterkiefer sind weiß, die Augen sind groß. Der Schwanz ist dunkelgrau bis schwarz und kontrastiert stark mit dem Körper.

## Verbreitung und Lebensweise
Betsileo-Wieselmakis bewohnen eine mit tropischem Regenwald bestandene Region an der Ostküste Madagaskars. Soweit bekannt, begrenzen die Flüsse Mangoro und Onive im Norden und Namorona im Süden ihr Verbreitungsgebiet.
Die Lebensweise dieser Tiere ist weitgehend unerforscht. Wie alle Wieselmakis sind sie nachtaktiv und schlafen tagsüber in Baumhöhlen oder im dichten Pflanzenbestand. In den Bäumen bewegen sie sich fort, indem sie senkrecht klettern oder springen. Ihre Nahrung dürfte wie bei allen Wieselmakis aus Blättern, Früchten, Blüten, Knospen und anderen Pflanzenteilen bestehen.

## Gefährdung
Vermutlich stellen Lebensraumzerstörung und Bejagung die Hauptbedrohung dieser Art dar, Genaueres ist aber nicht bekannt. Die IUCN listet den Betsileo-Wieselmaki unter „zu wenig Daten vorhanden“ (data deficient).